# طواف بلجيكا 2018
طواف بلجيكا 2018 (بالإنجليزية: 2018 Tour of Belgium)‏ هو سباق دراجات هوائية، وهو الموسم رقم 88 من السباق، وأقيم خلال الفترة 23 مايو 2018، وحتى 27 مايو 2018، وامتدّ لمسافة 660.8 كيلومتر، وهو أحد سباقات طواف أوروبا للدراجات 2018، وهو من نوع سباق المرحلة، وقد شارك في السباق 140 متسابقاً ووصل إلى نهايته 129 متسابقاً.
فاز فيه بالمركز الأول ينس كوكلاير، وبالمركز الثاني جيلي فانيندرت، وبالمركز الثالث ديون سميث، والفريق الفائز في ترتيب الفرق لوتو سودال.

## الفرق
| فرق عالمية (3)- Katusha-Alpecin - Lotto Soudal - Astana فرق قارية محترفة (11)- بنجوال باوليز ساوكس دبليو بي ‏ - Cofidis, Solutions Crédits - Wanty-Groupe Gobert - سبورت فلاندرين بالويس 2018 ‏ - Vérandas Willems-Crelan ‏ - برجس بي إتش 2018 ‏ - رومبوت تشارلز ‏ - Fortuneo-Samsic - فيتال كونسبت 2018 ‏ - أكوا بلو سبورت 2018 ‏ - Bardiani CSF فرق قارية (5)- Team Metalced ‏ - سوبرانو هام ايزوريكس 2018 ‏ - Baloise–Trek Lions ‏ - Sovac (cycling team) ‏ - Pauwels Sauzen–Vastgoedservice ‏ فريق وطني- فريق بلجيكا لركوب الدراجات للرجال ‏ |  |
| |  |

## المراحل
| قائمة المراحل | قائمة المراحل | قائمة المراحل             | قائمة المراحل  | قائمة المراحل | قائمة المراحل   | قائمة المراحل  |
| المرحلة       | التاريخ       | الدورة                    |                | المسافة (كم)  | الفائز بالمرحلة | القائد العام   |
| ------------- | ------------- | ------------------------- | -------------- | ------------- | --------------- | -------------- |
| 1             | 23 مايو       | Buggenhout ‏ – Buggenhout ‏ | مرحلة مستوية   | 179           | أندريه جريبيل   | أندريه جريبيل  |
| 4             | 26 مايو       | Wanze ‏ – Wanze ‏           | مرحلة جبلية    | 151٫4         | جيلي فانيندرت   | ينس كوكلاير    |
| 3             | 25 مايو       | Bornem ‏ – Bornem ‏         | فردي ضد الساعة | 10٫6          | كريستوف لابورت  | كريستوف لابورت |
| 2             | 24 مايو       | Lochristi ‏ – كنوكه- هايست | مرحلة مستوية   | 162٫1         | أندريه جريبيل   | أندريه جريبيل  |
| 5             | 27 مايو       | Landen ‏ – تونغرين         | مرحلة مستوية   | 157٫7         | بريان كوكار     | ينس كوكلاير    |

## النتيجة

### مرحلة 1
هي مرحلة مسطحة، أجريت في 23 مايو 2018 فاز بالمرحلة أندريه جريبيل، ومتصدر الترتيب العام في نهاية المرحلة أندريه جريبيل.
| التصنيف العام | التصنيف العام  | التصنيف العام   | التصنيف العام                  | التصنيف العام     |  |
| الدراج        | الدراج         | البلد           | الفريق                         | الوقت             |  |
| ------------- | -------------- | --------------- | ------------------------------ | ----------------- |  |
| 1.            | أندريه جريبيل  | ألمانيا         | لوتو سودال                     | 3 س 54 دقيقة 29 ث |  |
| 2.            | ريكاردو مينالي | إيطاليا         | أستانا                         | + 4 ث             |  |
| 3.            | Michael Boroš ‏ | التشيك          | Pauwels Sauzen-Vastgoedservice | + 5 ث             |  |
| 4.            | ايمي دي جندت   | بلجيكا          | Sport Vlaanderen-Baloise       | + 5 ث             |  |
| 5.            | تيم ميرلير     | بلجيكا          | Verandas Willems-Crelan        | + 5 ث             |  |
| 6.            | Conor Dunne ‏   | جمهورية أيرلندا | Aqua Blue Sport                | + 6 ث             |  |
| 7.            | كيني مولي      | بلجيكا          | AGO-Aqua Service               | + 8 ث             |  |
| 8.            | Dieter Bouvry ‏ | بلجيكا          | Pauwels Sauzen-Vastgoedservice | + 8 ث             |  |
| 9.            | تيموثي دوبونت  | بلجيكا          | Wanty-Groupe Gobert            | + 10 ث            |  |
| 10.           | بريان كوكار    | فرنسا           | Vital Concept                  | + 10 ث            |  |

### مرحلة 2
هي مرحلة مسطحة، أجريت في 24 مايو 2018 فاز بالمرحلة أندريه جريبيل، ومتصدر الترتيب العام في نهاية المرحلة أندريه جريبيل.
| التصنيف العام | التصنيف العام     | التصنيف العام   | التصنيف العام                  | التصنيف العام     |  |
| الدراج        | الدراج            | البلد           | الفريق                         | الوقت             |  |
| ------------- | ----------------- | --------------- | ------------------------------ | ----------------- |  |
| 1.            | أندريه جريبيل     | ألمانيا         | لوتو سودال                     | 7 س 09 دقيقة 30 ث |  |
| 2.            | لاسي نورمان هانسن | الدنمارك        | Aqua Blue Sport                | + 11 ث            |  |
| 3.            | تيم ميرلير        | بلجيكا          | Verandas Willems-Crelan        | + 12 ث            |  |
| 4.            | ووتر فيبرت        | هولندا          | Roompot-Nederlandse Loterij    | + 14 ث            |  |
| 5.            | ريكاردو مينالي    | إيطاليا         | أستانا                         | + 14 ث            |  |
| 6.            | Michael Boroš ‏    | التشيك          | Pauwels Sauzen-Vastgoedservice | + 15 ث            |  |
| 7.            | ايمي دي جندت      | بلجيكا          | Sport Vlaanderen-Baloise       | + 15 ث            |  |
| 8.            | شون دي بي         | بلجيكا          | Verandas Willems-Crelan        | + 16 ث            |  |
| 9.            | Antoine Warnier ‏  | بلجيكا          | WB-Aqua Protect-Veranclassic   | + 16 ث            |  |
| 10.           | Conor Dunne ‏      | جمهورية أيرلندا | Aqua Blue Sport                | + 16 ث            |  |

### مرحلة 3
هي مرحلة من نوع سباق فردي ضد الساعة، أجريت في 25 مايو 2018 فاز بالمرحلة كريستوف لابورت، ومتصدر الترتيب العام في نهاية المرحلة كريستوف لابورت.
| التصنيف العام | التصنيف العام      | التصنيف العام   | التصنيف العام               | التصنيف العام     |  |
| الدراج        | الدراج             | البلد           | الفريق                      | الوقت             |  |
| ------------- | ------------------ | --------------- | --------------------------- | ----------------- |  |
| 1.            | كريستوف لابورت     | فرنسا           | كوفيديس                     | 7 س 22 دقيقة 28 ث |  |
| 2.            | أندريه جريبيل      | ألمانيا         | لوتو سودال                  | + 4 ث             |  |
| 3.            | أندري هريفكو       | أوكرانيا        | أستانا                      | + 5 ث             |  |
| 4.            | Brian van Goethem ‏ | هولندا          | Roompot-Nederlandse Loterij | + 7 ث             |  |
| 5.            | ينس كوكلاير        | بلجيكا          | لوتو سودال                  | + 9 ث             |  |
| 6.            | لاسي نورمان هانسن  | الدنمارك        | Aqua Blue Sport             | + 9 ث             |  |
| 7.            | مارك كريستيان      | المملكة المتحدة | Aqua Blue Sport             | + 10 ث            |  |
| 8.            | شون دي بي          | بلجيكا          | Verandas Willems-Crelan     | + 12 ث            |  |
| 9.            | كوينتن هيرمانز     | بلجيكا          | Telenet-Fidea Lions         | + 15 ث            |  |
| 10.           | بيتر كونينغ        | هولندا          | Aqua Blue Sport             | + 18 ث            |  |

### مرحلة 4
هي مرحلة جبلية، أجريت في 26 مايو 2018 فاز بالمرحلة جيلي فانيندرت، ومتصدر الترتيب العام في نهاية المرحلة ينس كوكلاير.
| التصنيف العام | التصنيف العام  | التصنيف العام   | التصنيف العام       | التصنيف العام      |  |
| الدراج        | الدراج         | البلد           | الفريق              | الوقت              |  |
| ------------- | -------------- | --------------- | ------------------- | ------------------ |  |
| 1.            | ينس كوكلاير    | بلجيكا          | لوتو سودال          | 10 س 56 دقيقة 11 ث |  |
| 2.            | جيلي فانيندرت  | بلجيكا          | لوتو سودال          | + 15 ث             |  |
| 3.            | أنتوني تورجيس  | فرنسا           | كوفيديس             | + 26 ث             |  |
| 4.            | ديون سميث      | نيوزيلندا       | Wanty-Groupe Gobert | + 39 ث             |  |
| 5.            | إدوارد دنبر    | جمهورية أيرلندا | Aqua Blue Sport     | + 45 ث             |  |
| 6.            | أندري هريفكو   | أوكرانيا        | أستانا              | + 55 ث             |  |
| 7.            | جياني مارشان   | بلجيكا          | Cibel-Cebon         | + 1 دقيقة 16 ث     |  |
| 8.            | كوينتن هيرمانز | بلجيكا          | Telenet-Fidea Lions | + 1 دقيقة 49 ث     |  |
| 9.            | جينثي بيرمانز ‏ | بلجيكا          | كاتوشا ألبيسين      | + 1 دقيقة 53 ث     |  |
| 10.           | بريان كوكار    | فرنسا           | Vital Concept       | + 1 دقيقة 58 ث     |  |

### مرحلة 5
هي مرحلة مسطحة، أجريت في 27 مايو 2018 فاز بالمرحلة بريان كوكار، ومتصدر الترتيب العام في نهاية المرحلة ينس كوكلاير.
| التصنيف العام | التصنيف العام    | التصنيف العام   | التصنيف العام               | التصنيف العام      |  |
| الدراج        | الدراج           | البلد           | الفريق                      | الوقت              |  |
| ------------- | ---------------- | --------------- | --------------------------- | ------------------ |  |
| 1.            | ينس كوكلاير      | بلجيكا          | لوتو سودال                  | 14 س 43 دقيقة 37 ث |  |
| 2.            | جيلي فانيندرت    | بلجيكا          | لوتو سودال                  | + 15 ث             |  |
| 3.            | ديون سميث        | نيوزيلندا       | Wanty-Groupe Gobert         | + 39 ث             |  |
| 4.            | إدوارد دنبر      | جمهورية أيرلندا | Aqua Blue Sport             | + 45 ث             |  |
| 5.            | أندري هريفكو     | أوكرانيا        | أستانا                      | + 55 ث             |  |
| 6.            | جياني مارشان     | بلجيكا          | Cibel-Cebon                 | + 1 دقيقة 16 ث     |  |
| 7.            | بريان كوكار      | فرنسا           | Vital Concept               | + 1 دقيقة 48 ث     |  |
| 8.            | كوينتن هيرمانز   | بلجيكا          | Telenet-Fidea Lions         | + 1 دقيقة 49 ث     |  |
| 9.            | جينثي بيرمانز ‏   | بلجيكا          | كاتوشا ألبيسين              | + 1 دقيقة 53 ث     |  |
| 10.           | Martijn Budding ‏ | هولندا          | Roompot-Nederlandse Loterij | + 2 دقيقة 50 ث     |  |

## التصنيف العام النهائي
| التصنيف العام | التصنيف العام    | التصنيف العام   | التصنيف العام               | التصنيف العام      |  |
| الدراج        | الدراج           | البلد           | الفريق                      | الوقت              |  |
| ------------- | ---------------- | --------------- | --------------------------- | ------------------ |  |
| 1.            | ينس كوكلاير      | بلجيكا          | لوتو سودال                  | 14 س 43 دقيقة 37 ث |  |
| 2.            | جيلي فانيندرت    | بلجيكا          | لوتو سودال                  | + 15 ث             |  |
| 3.            | ديون سميث        | نيوزيلندا       | Wanty-Groupe Gobert         | + 39 ث             |  |
| 4.            | إدوارد دنبر      | جمهورية أيرلندا | Aqua Blue Sport             | + 45 ث             |  |
| 5.            | أندري هريفكو     | أوكرانيا        | أستانا                      | + 55 ث             |  |
| 6.            | جياني مارشان     | بلجيكا          | Cibel-Cebon                 | + 1 دقيقة 16 ث     |  |
| 7.            | بريان كوكار      | فرنسا           | Vital Concept               | + 1 دقيقة 48 ث     |  |
| 8.            | كوينتن هيرمانز   | بلجيكا          | Telenet-Fidea Lions         | + 1 دقيقة 49 ث     |  |
| 9.            | جينثي بيرمانز ‏   | بلجيكا          | كاتوشا ألبيسين              | + 1 دقيقة 53 ث     |  |
| 10.           | Martijn Budding ‏ | هولندا          | Roompot-Nederlandse Loterij | + 2 دقيقة 50 ث     |  |

### تصنيف النقاط
| تصنيف النقاط | تصنيف النقاط   | تصنيف النقاط | تصنيف النقاط        | تصنيف النقاط |  |
| الدراج       | الدراج         | البلد        | الفريق              | الوقت        |  |
| ------------ | -------------- | ------------ | ------------------- | ------------ |  |
| 1.           | أندريه جريبيل  | ألمانيا      | لوتو سودال          | 72 نقطة      |  |
| 2.           | بريان كوكار    | فرنسا        | Vital Concept       | 64 نقطة      |  |
| 3.           | كريستوف لابورت | فرنسا        | كوفيديس             | 60 نقطة      |  |
| 4.           | تيموثي دوبونت  | بلجيكا       | Wanty-Groupe Gobert | 51 نقطة      |  |
| 5.           | ريكاردو مينالي | إيطاليا      | أستانا              | 45 نقطة      |  |

## تصنيف الفرق

### الفرق حسب الوقت
| تصنيف الفرق حسب الوقت | تصنيف الفرق حسب الوقت | تصنيف الفرق حسب الوقت | تصنيف الفرق حسب الوقت |  |
| الفريق                | الفريق                | البلد                 | الوقت                 |  |
| --------------------- | --------------------- | --------------------- | --------------------- |  |
| 1.                    | لوتو سودال            | بلجيكا                | 44 س 16 دقيقة 19 ث    |  |
| 2.                    | كاتوشا ألبيسين        | سويسرا                | + 4 دقيقة 20 ث        |  |
| 3.                    | Telenet-Fidea Lions   | بلجيكا                | + 6 دقيقة 49 ث        |  |
| 4.                    | Aqua Blue Sport       | جمهورية أيرلندا       | + 7 دقيقة 53 ث        |  |
| 5.                    | Wanty-Groupe Gobert   | بلجيكا                | + 9 دقيقة 44 ث        |  |

## وصلات خارجية
- الموقع الرسمي
- لمحة عن سباق طواف بلجيكا 2018 على موقع  ProCyclingStats   (برو  سايكلنج  ستاتس) - إحصاءات  محترفي  الدراجات.
- طواف بلجيكا 2018 على موقع إحصائيات الدراجات الإحترافية (الإنجليزية)